# WR 42d
Désignations
WR 42d, également désigné SMSP 12, est une étoile Wolf-Rayet de la région HII nommée NGC 3603, dans la constellation de la Carène. Elle a été découverte en 1991 par une équipe d'astronomes américaine lors d'une surveillance du ciel profond pour étudier les étoiles Wolf-Rayet.

## Étoile de type WN

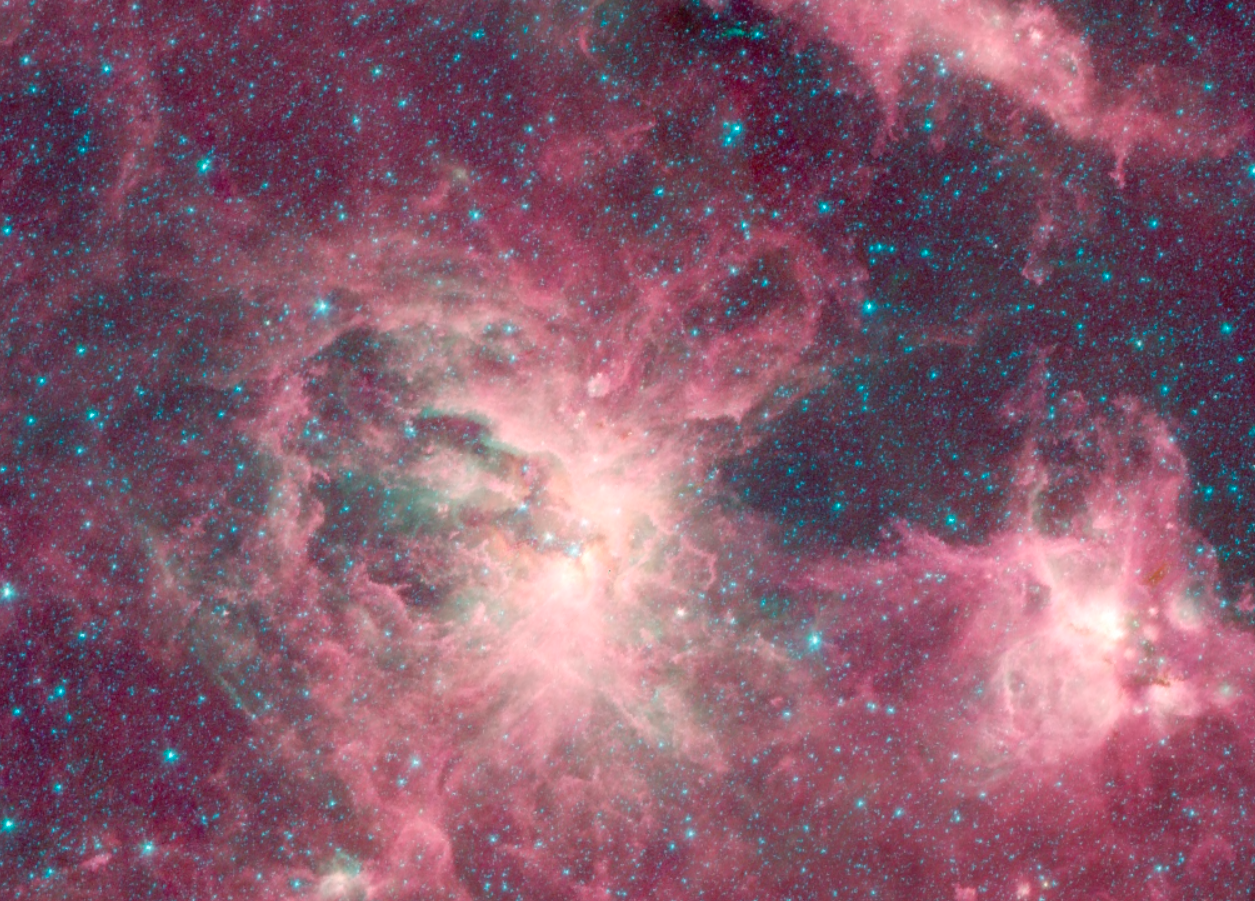
Région HII nommée NGC 3603, location de WR 42d

Une équipe de scientifiques a rapporté la découverte de la première étoile de type centre galactique [WN] probable d'une nébuleuse planétaire (CSPN), il s'agissait de l'étoile WR 42d. La candidate nébuleuse planétaire a été trouvée lors des analyses systématiques de l'étude AAO/UKST Hα de la Voie lactée. La spectroscopie de confirmation ultérieure de la nébuleuse et de l'étoile centrale révèle la nature remarquable de cet objet. Le spectre nébulaire montre des raies d'émission avec de grandes vitesses d'expansion dépassant 150 km/s, suggérant que peut-être l'objet n'est pas une nébuleuse planétaire conventionnelle. L'étoile centrale elle-même est très rouge et est identifiée comme étant de la classe [WN], ce qui rend WR 42d unique dans la Galaxie. Un grand nombre de données d'observation supplémentaires soutiennent l'hypothèse que cet objet est bien une nébuleuse planétaire et non une étoile de la population I Wolf-Rayet avec une nébuleuse annulaire.

## Propriétés physiques

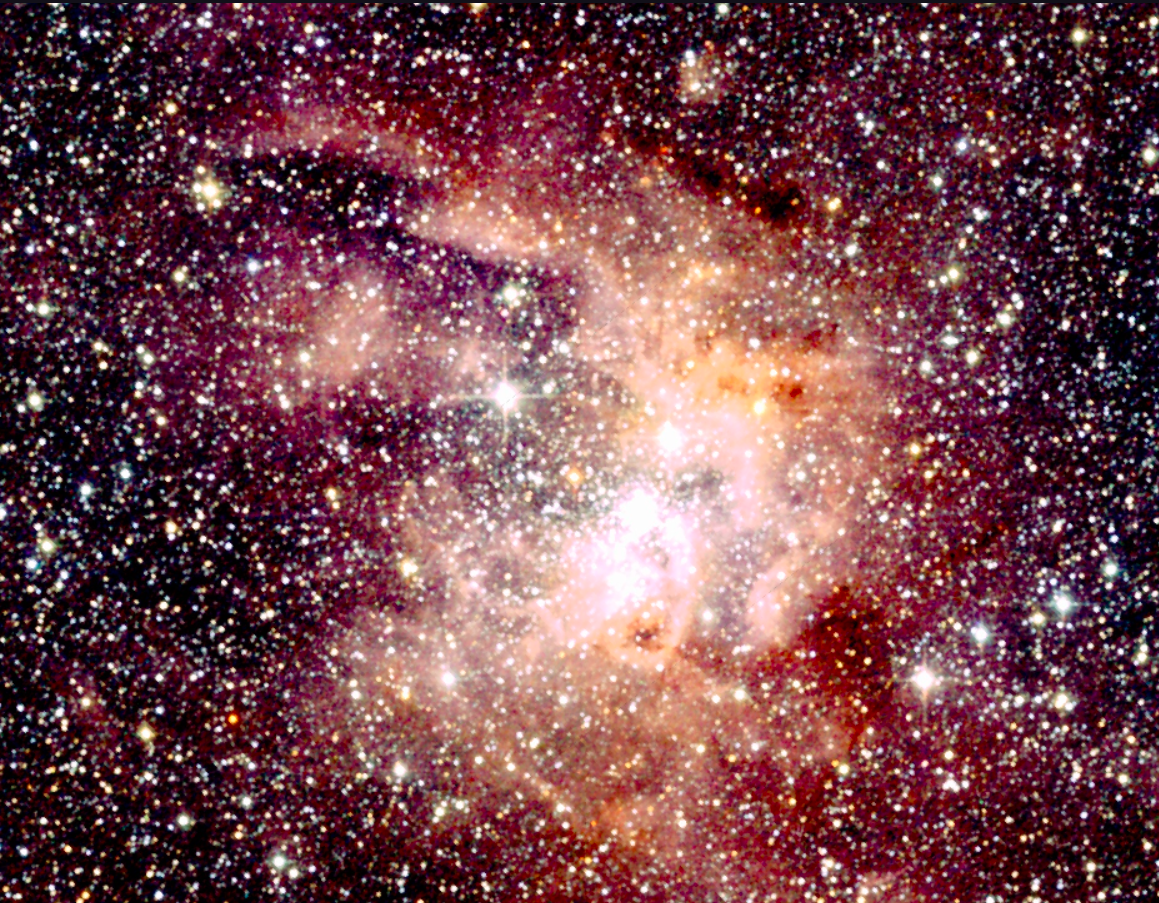
NGC 3603 par le Two-Micron All-Sky Survey, WR 42d se situe en haut à gauche, sur le bord de la région HII.

En 2004, une équipe de scientifiques présentera la photométrie UBVRI et Hα de l'amas d'étoiles extrêmement compact NGC 3603. Des images au sol, des données d'archives du télescope spatial Hubble (HST), ainsi que des données du télescope spatial Chandra ont été utilisées pour cette étude. Cette étude a montré que les étoiles du même type que WR 42d étaient des étoiles très massives et en fin de vie, et que l'étoile se situe à 6,9 ± 0,6 kpc soit 22504 années-lumière. Selon une étude de 2020, l'étoile WR 42d aurait des vents stellaires très violents et l'étoile aurait une température de surface supérieure à 70 000 K. À partir de l'analyse des données spectroscopiques du télescope SOAR (Southern Astrophysical Research) associé et par des photométries proche infrarouge, l'existence de plusieurs étoiles massives en périphérie de NGC 3603 a pu être démontrée. Le premier groupe d'objets (dont l'étoile WR 42d) est composé de plusieurs nouveaux exemplaires galactiques de type spectral WN, tous avec des masses initiales probables bien au-dessus de 100 M☉ et des âges estimés à plus d'1 million d'années. Sur la base de sa position relative par rapport à un ensemble d'isochrones théoriques dans un diagramme de Hertzprung-Russel, les scientifiques en ont conclu que les étoiles de type spectral OII/WN pourrait être plus massives, avec une masse de 150 M☉, et plus lumineuses.